# Centerpons

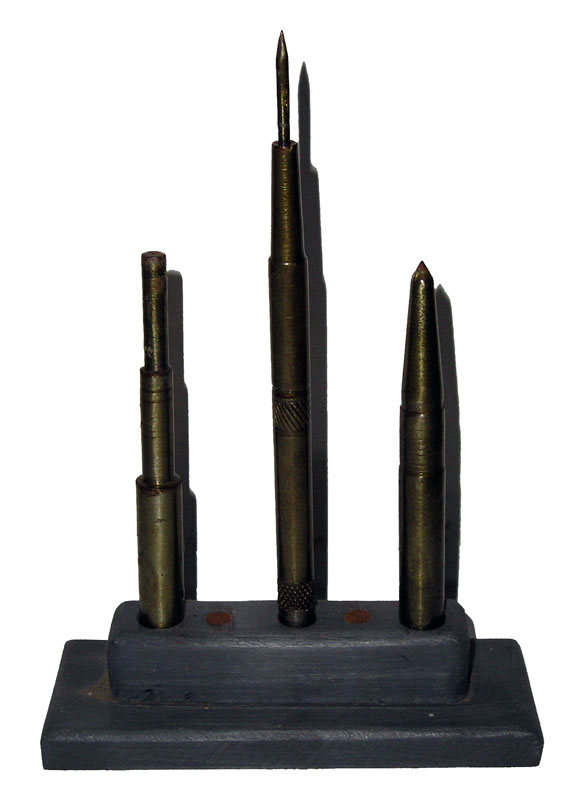
Set met (v.l.n.r.) doorslag (pendrijver), kraspen en centerpons

Een centerpons of puntslag is een stalen pen met een harde, stomp spitse punt. De punt is meestal onder een hoek van 60° of 90° geslepen.
De centerpons wordt gebruikt om een putje te maken in metaal of kunststof. De punt van de centerpons wordt hierbij geplaatst in het middelpunt van het te boren gat. Door er vervolgens een tik met een hamer op te geven ontstaat een putje, waarin de punt van de boor kan worden geplaatst. Op deze manier kan men nauwkeurig gaten boren zonder dat de boor "wegloopt" van de afgetekende plaats. De centerpons wordt ook gebruikt om aftekencenters te plaatsen op afgetekende lijnen (met de kraspen) waardoor deze beter zichtbaar zijn. Ook wanneer er met de steekpasser een cirkel of boog moet worden afgeschreven plaatst men in het middelpunt een center, zodat de punt van de passer dan niet kan wegglijden.
Een centerpons lijkt enigszins op een drevel of op een doorslag en wordt er dan ook wel mee verward. Een drevel heeft echter een holle punt en een doorslag een vlakke punt, terwijl de centerpons een spitse punt heeft.
Er bestaan ook automatische centerponsen. Het gebruik van een hamer is daarbij niet nodig. Door deze centerpons op het werkstuk te plaatsen en in te drukken zal een veermechanisme worden gespannen dat bij voldoende druk plotseling doorslaat. Hierdoor zal de center worden geslagen. De bediening geschiedt met één hand, de slagkracht is meestal traploos instelbaar.
Door de brandweer worden speciale (automatische) centerponsen gebruikt om bij ongevallen ramen van voertuigen gecontroleerd te breken. Dit type is meestal voorzien van een trekveer, bij gebruik zal de punt met grote kracht tegen het glas slaan. Omdat er geen hamer nodig is wordt het glas op een beter beheersbare manier gebroken.

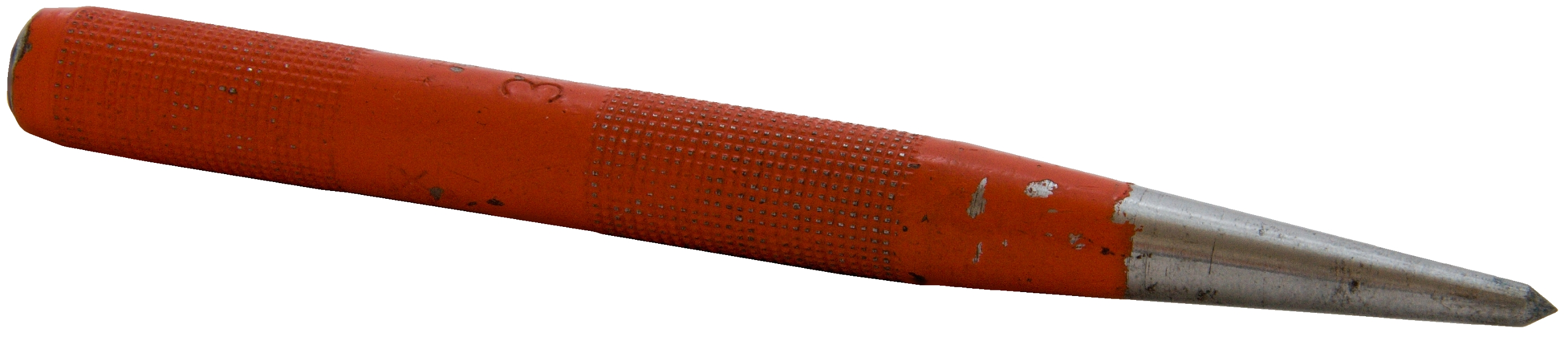
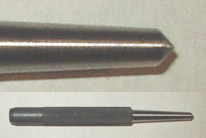
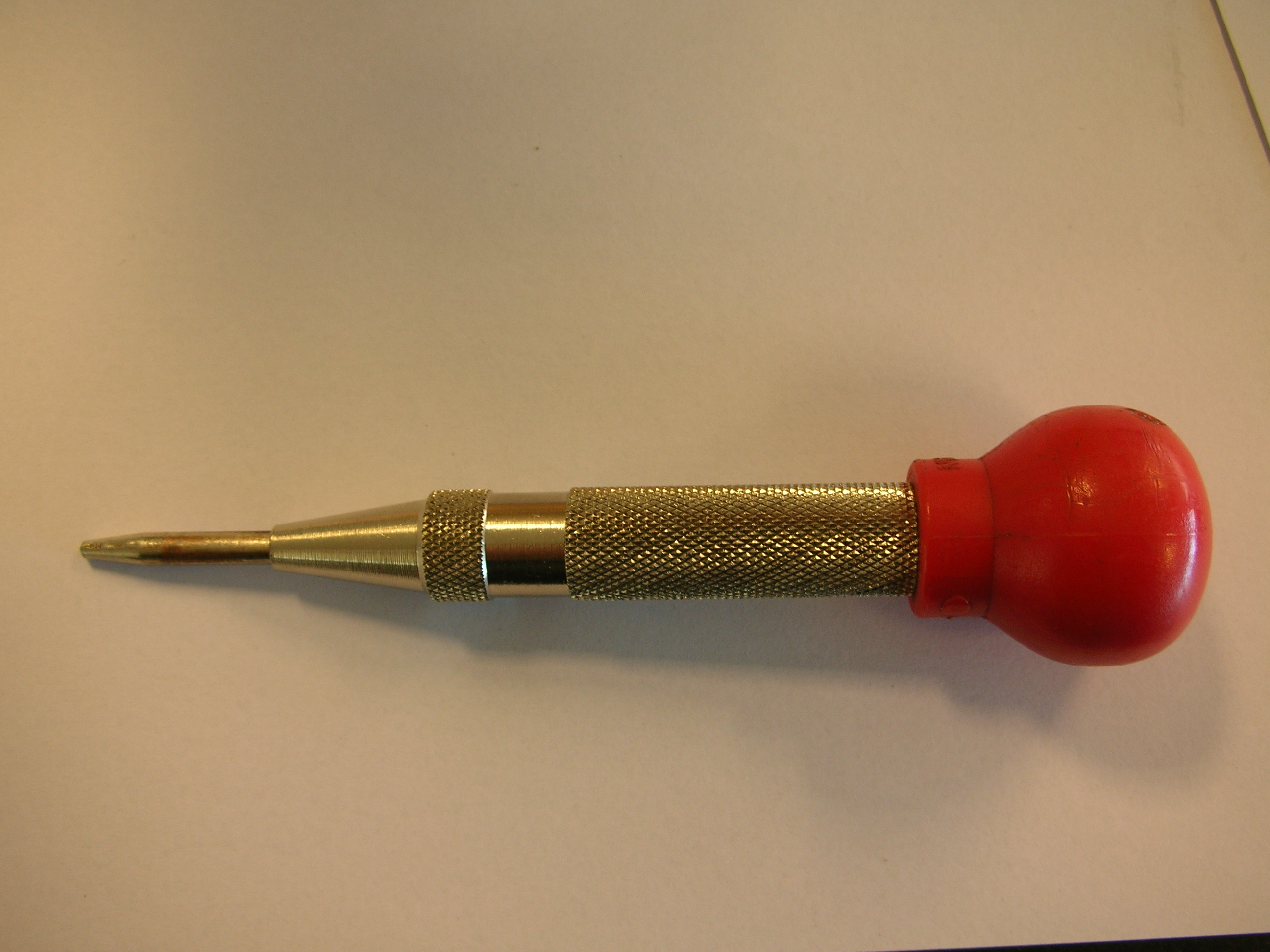
Automatische centerpons